# Serrat de Casilda
El Serrat de Casilda és un serrat de l'Alta Ribagorça, a l'antic terme del Pont de Suert, dins de l'antic enclavament de Cellers. Es troba arran del barranc de Cabossi.